# Куйруктобе

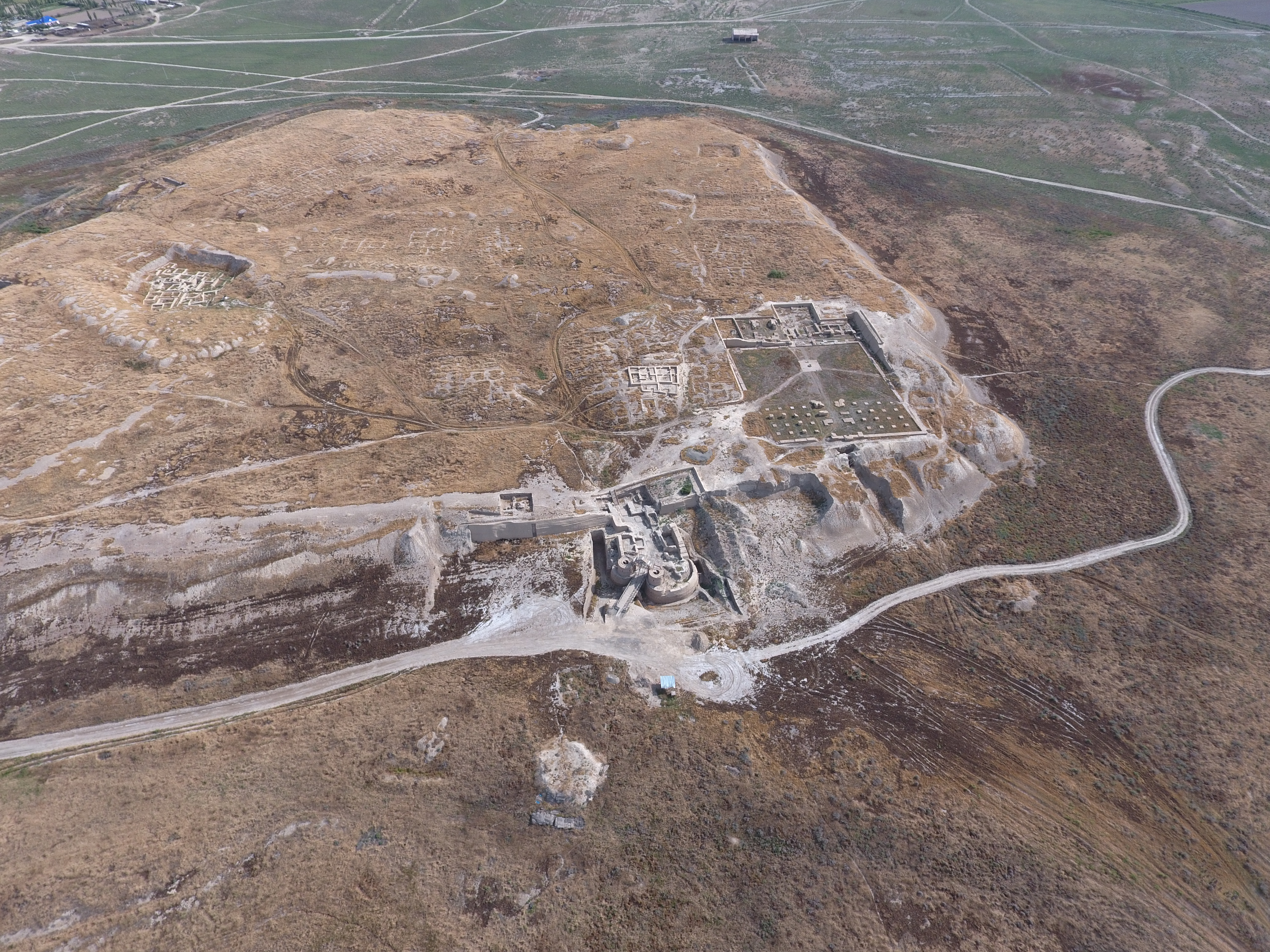
Отрарский государственный археологический заповедник-музей

Куйруктобе — древний исторический объект, расположенный в северо-восточной части Средней Азии, в предгорьях Тянь-Шаня, в современном Казахстане. Этот археологический памятник представляет собой древний поселок, оставшийся с VII по I века до н. э. (отождествляемого с г. Кедером — столицей области Отрар-Фараб в X в.).

## Древние города
Территория современного Казахстана заселена с глубокой древности, о чём говорят раскопки стоянок времен палеолита, неолита, бронзового века (в долине реки Бухтармы, окрестностях Семипалатинска, Баянаульском районе Павлодарской области, горах Каратау). В первой половине I тысячелетия н. э. первобытный строй пришёл в упадок, особое место в дальнейшем развитии региона принадлежит «Великому шёлковому пути», который проходил через территорию современного Казахстана и связывал Китай с Византией. Большинство древних городищ этого периода возникло на северном пути маршрута в бассейне реки Сырдарьи. В период с Х по ХII века на территории наблюдался расцвет оседло-земледельческой культуры, развитие ремесел, науки и искусства. В раннем средневековье города населяли: усуни, кангюи, согдийцы, тюрки. Но уже в IX — ХШ вв. произошло подавление территории тюркскими народами (карлуки, чаруки, кимаки, огузы, кыпчаки, джикилеи, тухси, кангары).
Основными городами называют:
- Отрар
- Испиджаб (Сайрам)
- Сюткент
- Сыгнак
- Кок-Кесене
- Сауран
- Тараз
- Суяб
- Баласагун
- Дженд
- Сарайчик
- Кемекалган
- Каялык
- Илибалык

## Отрарский оазис

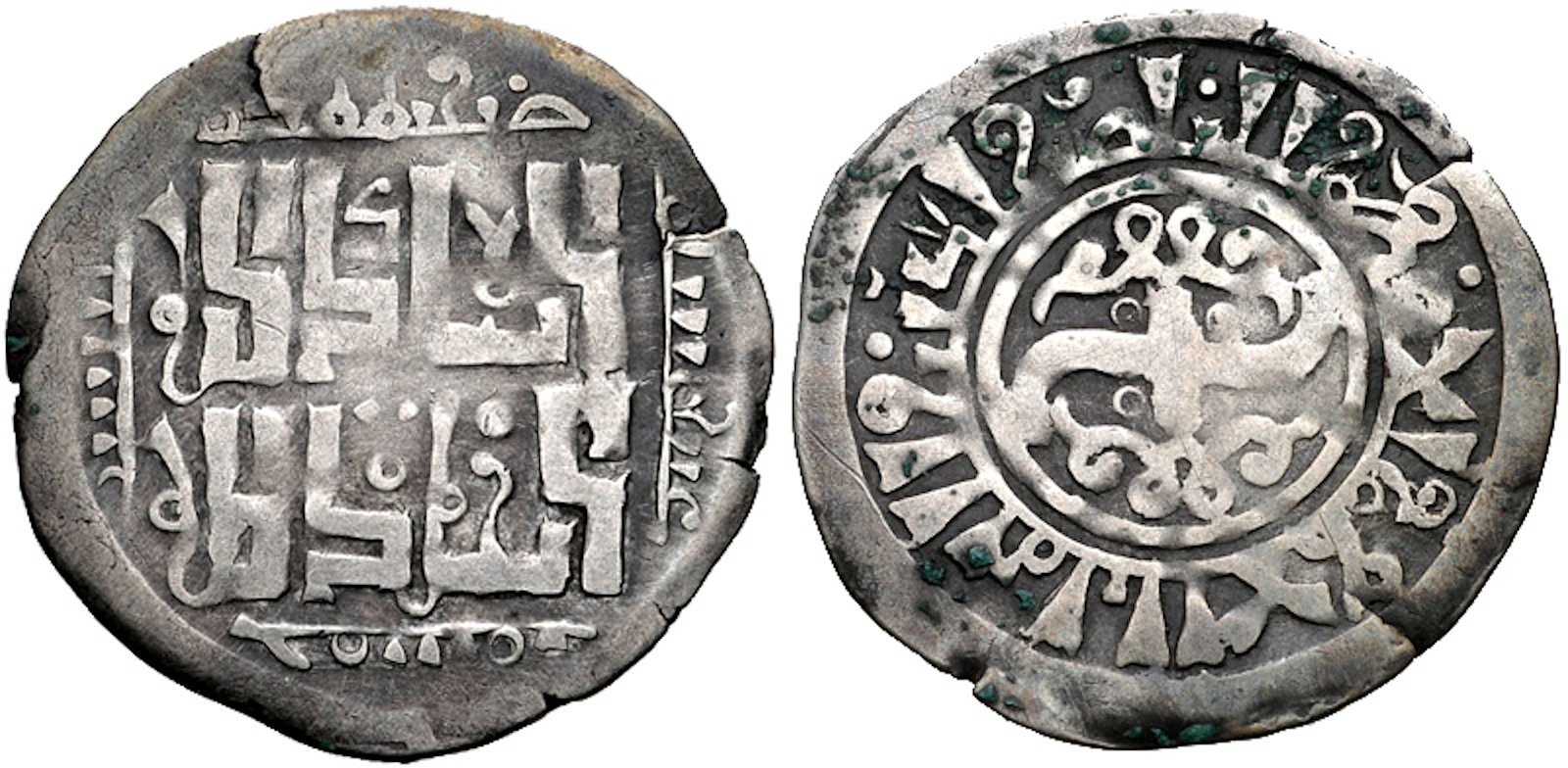
Монеты, бывшие в обороте в Ортрарском оазисе, 668—701 гг. н. э.

Город Отрар является ключевым в так называемом Отрарском оазисе, в который также входят: Куйруктобе, Кок-Мардан, Алтынтобе, Мардан-Куик. Долгое время первыми исследователями Оазиса считались члены Туркестанского кружка любителей археологии Кларе и Черкасов, заложившие в 1904 году четыре траншеи в центральной части оазиса. Однако исторически первые исследования территории относятся к концу XIX века и связываются с именем член-корреспондента Императорской Академии наук, археолога Николая Ивановича Веселовского, который в 1884 году на пути от Казалы до Ташкента описал ряд городищ Южного Казахстана. Однако результаты были опубликованы только в начале XXI века.
Следующим этапом исследований региона стала совместная экспедиция археологов из Ленинграда и Алматы во главе с Александром Натановичем Бернштамом. Была проведена разведка по всему Отрарскому оазису, однако непосредственно раскопки проводились только на соседних памятниках. Поэтому ключевым в исследовании городищ Оазиса считается 1971 год, когда во главе с Кемалем Акишевым была сформирована Южно-Казахстанская комплексная археологическая экспедиция. Именно ими в первые же годы на Отраре было вскрыто около семи гектаров «верхнего горизонта», датируемого XVI—XVIII веками. Основным объектом исследований были выбраны городище Отрар, Куйруктобе и другие поселения Оазиса. Примечательно, что в этой экспедиции впервые был применен новый метод раскопок «широкими площадями». Экспедиция охватывала изучение памятников широкого диапазона, от палеолита до XVIII века.
В августе 2001 года Правительство Казахстана и ЮНЕСКО подписали соглашение о «Сохранении и реставрации древнего городища Отрар».

## Великий шёлковый путь
Основная статья: Великий шёлковый путь
Великий шёлковый путь был проложен в середине II в. до н. э. как дипломатическая и торговая магистраль. Во II в. до н. э.—V в. н. э. Шелковый путь начинался от столицы древнего Китая, Чаньани, и имел два направления: Южный и Северный. Северный путь пролегал из Кашгара в Фергану, через Самарканд, Бухару, Мерв, Хамадан в Сирию. Южный путь также делился на две дороги: северную (Хами, Турфан, Бешбалык, Шихо) и среднюю (через Чаочан, Карашару, Акс, Иссык-Куль, Дунхуан, Хотан, Яркенд в Индию и Средиземноморье). В VI—VII вв. торговая активность смещается к западу, через Семиречье и Южный Казахстан, что связано, с одной стороны, с обострением внутренних конфликтов на Ферганском участке пути, с другой, с усилением влияния тюркских каганов, контролировавших торговые пути Центральной Азии. Вдоль направления Великого шёлкового пути формировались или развивались уже построенные города, поселения Отрарского оазиса не стали исключением, наибольший расцвет их пришелся на IX—XIII вв.

## Раскопки Куйруктобе

### Общие сведения
Раскопки на месте Куйруктобе были проведены в 1930-х годах археологами Академии наук Казахской ССР. В результате исследований было обнаружено множество артефактов, которые позволяют реконструировать образ жизни древних жителей этого поселка. Куйруктобе представляет собой остатки каменных строений, огражденных каменными стенами. Главной особенностью этого поселения была его прочная система обороны, что указывает на то, что жители этого района подвергались частым нападениям и им требовалась защита. Кроме того, в Куйруктобе были обнаружены различные предметы быта, такие как керамическая посуда, орудия труда, украшения и другие артефакты. Они позволяют узнать о том, какие ремесла и занятия занимались древние жители поселения. Археологические находки также указывают на то, что Куйруктобе вел активную торговлю с соседними регионами, что было возможно благодаря торговым путям, входящим в маршрут Великого шёлкового пути. Найденные предметы, такие как различные виды украшений, керамика и другие товары, свидетельствуют о том, что здесь существовал развитый обмен товарами. Кроме того, анализ останков растений и животных, найденных в поселении, позволяет сделать выводы о сельском хозяйстве и питании древних жителей. Это дает представление о том, какие культурные и экономические особенности присущи времени и региону.

### Застройка
На месте поселения были обнаружены следующие строения. Комплекс дворцового тина, центром которого был зал площадью 150 м², вокруг него группировались жилые и хозяйственные помещения. С трех сторон комплекс был окружен обходной галереей. По углам внешней стены располагались оборонительные башни. Стены постройки были возведены из пахсовых блоков. Дворец был разрушен в результате пожара: на внутренних плоскостях стен и полов всех помещений обнаружены следы огня, поверхности были выжжены на глубину до 4 см. По обнаруженным обгоревшим остаткам перекрытий определено, что деревянные детали были покрыты художественной резьбой. Материал этого периода представлен красноглиняной керамической посудой с темно-вишневым и чёрным ангобом и разнообразными орнаментами (заштрихованные треугольники, скобчатые вдавления, «ёлочки»), сердоликовой печатью с изображением фантастического существа и терракотовыми статуэтками Анахиты. После пожара, цитадель была перестроена в массив рядовой жилой застройки. Жилища различаются по характеру планировки, всего определено три типа: с осевой планировкой, линейной и крестообразной. В домах обнаружены кладовые, айваны. Были также обнаружены остатки городской соборной мечети, располагавшейся почти в центре городища. Это прямоугольная в плане постройка площадью около 730 м², ориентированная с юго-запада на северо-восток. Основания стен сложены из жженого кирпича. Сохранились отдельные участки стен толщиной до 2 м. Перекрытие мечети опиралось на 50 столбов с прямоугольными базами. Соборная мечеть на Куйруктобе — первая из построек такого рода, раскопанная на территории Южного Казахстана. Она датируется Х-ХІІ вв.

### Пожар
Ряд древних городищ, обнаруженных при раскопках на территории Южного Казахстана, подвергались пожарам, которые некоторые исследователи связывают с арабскими завоеваниями начала VIII в., относят к такому типу и пожары, следы которых были определены при раскопках городища Куйруктобе и Мардан-Куике, а также пожары, оставившие следы полного уничтожения в городищах Байркум, Шаушукум и Актобе. Однако точной датировки пожаров в связи с активной военной и политической жизнью историки не дают. По другой версии дату пожара цитадели Куйруктобе связывают с началом IX в., основываясь на письменный источник (комментарии ат-Табари, основанные на сочинении Абу-л-Вахида Мухаммеда аль-Азраки «Хроника города Мекки»). Источник сообщает о том, что ал-Мамун, наместник Хорасана в 809—818 гг., перед началом войны с Халифом ал-Амином советовался с везиром по поводу обострившейся ситуации в Хорасане и Мавераннахре. Далее источник сообщает о карательном походе, целью которого было вновь укрепить влияние наместника в регионе, в том числе в области Отрар. Именно с этим походом некоторые историки связывают пожар в цитадели Куйруктобе. Ещё одна версия связывает пожар с походом, случившемся позже, в 859 г. — поход саманида Нух Асада в сторону Шавгара, что дает историкам предположить, что миновать Отрарский оазис Нух Асад никак не мог, следовательно пожар мог стать итогом столкновения оборонительных сил Куйруктобе и войск саманида. Сложность с датировкой связана и с тем, что найденные артефакты не дают конкретики по этому вопросу: керамика, найденная в слое пожара, датируется широко с VII до начала IX в.; найденные там же монеты чеканились в Ортрарском оазисе с VIII в., но оставались в обороте вплоть до X в..

### Резьба по дереву
В 1980 году в рамках Южно-Казахстанской комплексной археологической экспедиции на раскопках Цитадели Куйрыктобе были найдены два артефакта: фрагменты горелого дерева с розетками и геометрическим орнаментом и плахи с изображениями человеческих фигур и сюжетными сценами. Основой для декорированных частей дворцовой залы, где были обнаружены фрагменты, была использована арча (можжевельник), не произрастающая на территории Отрарского оазиса. Более того изготовление декоративных изделий требовало особых навыков по обработке сырья. Выбор дерева, высокая стоимость доставки из отдаленных горных районов, сложность подготовки и привлечение мастеров художественной резьбы требовали значительных затрат, что говорит о важности помещения и достатке владельца Цитадели. В центральной части зала был обнаружен фрагмент с композицией, состоящей из трех арок. Под центральной аркой изображено сидящее на троне божество в зубчатой короне и с зубчатой короной же в руке. Предполагается, что божество в короне может являться иранским божеством Митрой Ахурой или тюркским божеством Тенгри, которое изображено в инвеститурной сцене (венчая на власть правителя, предположительно, владельца дворца). Под левой аркой размещено изображение женского божества, у ног которой изображены два коленопреклоненных персонажа (во много раз меньше фигуры божества). На её голове — корона с рогами. Предполагается, что на этой части композиции изображена богиня Умай (богиня плодородия, покровительница домашнего очага). Фрагмент правой арки практически не сохранился, распознается лишь часть трона, на котором, предположительно, восседало ещё одно высшее божество тюркского пантеона — Земля-Вода. Кроме центральной композиции были найдены фрагменты с изображением: сцен осады, портретами семьи владельца дворца, кагана, танцовщиц и музыкантов, других божеств, более низкого ранга, сцены из иранского эпоса о Сиявуше. Относительно принадлежности к определённой народности изображенных персонажей у ученых есть разные точки зрения, историки полагают, что на резной доске могут быть изображены: тюрки с монголоидными чертами, тюрки из племени кангаров-кенгересов, представители рода Ашина (основатели Тюркского каганата)..